# Yakubu Gowon
Le général Yakubu Gowon (né le 19 octobre 1934 à Kanke) est un homme d'État nigérian.
Il a été chef d'État du Nigeria entre 1966 et 1975. Il obtint le pouvoir par un coup d'État en 1966, mais fut destitué par celui de Murtala Muhammed neuf ans plus tard.
Cette période fut marquée par la guerre du Biafra, qui tua plus de 100 000 soldats et plus d'un million de civils.

## Biographie
Gowon est un Ngas (Angas) de Lur, un petit village de l'actuelle zone de gouvernement local de Kanke dans l'État du Plateau. Ses parents, Nde Yohanna et Matwok Kurnyang, s’installent à Wusasa (Zaria) en tant que missionnaires de la Church Missionary Society (CMS) au début de la vie de Gowon. Son père était fier de se marier le même jour que la future reine Elizabeth épousa le futur roi George VI. Gowon était le cinquième de onze enfants. Il a grandi à Zaria, y a passé sa jeunesse et fait son éducation. À l'école, Gowon s'est révélé être un très bon athlète : au football, il était le gardien de but de l'école, sauteur à la perche et coureur de fond. Il a battu le record du mile de l'école dans sa première année. Il était aussi le capitaine de boxe.